# 克拉科夫-維爾諾聯盟
克拉科夫－維爾諾聯盟條約（Union of Kraków and Vilna），簡稱維爾諾條約，為波蘭與立陶宛兩國於1499年5月6日在克拉科夫及同年7月24日在維爾諾所簽定的協議。

## 起源
1492年卡齊米日・雅蓋隆契克逝世後，波蘭及立陶宛大公國間的共主邦聯也跟著中斷。波蘭國王由揚一世・阿爾布雷赫特出選，而立陶宛大公則按其已故國王遺願及領主對統治者須常駐國內的要求，由楊一世的胞弟亞歷山大繼任。不過兩國間已延續上百年的關係並未中斷，雙方統治者在外交政策上達成共識；對莫斯科的政策及與韃靼人間的接觸由立陶宛負責，波蘭則在土耳其、西歐及梵蒂岡事務上代表立陶宛，大抵上與卡齊米日・雅蓋隆契克時期相當。由於波蘭與立陶宛也互相提供軍事協助，兩國在此一時期可謂是一種緊密的王朝聯盟（dynastic union）。   
於此之前，波蘭與立陶宛在戰事上遭遇挫敗，與當時同為雅蓋隆王朝統治之下的捷克與匈牙利也缺乏合作，導致雅蓋隆邦聯國在國際間的重要性減弱，波蘭及立陶宛的政治領袖因此意識到與他國密切合作的好處，認定加強聯盟對兩國有所助益，一旦王位分配的時間拉長，也能避免王國 瓦解。